# 童世平
童世平（1947年7月—），广东湛江人，中国人民解放军高级将领，海军上将军衔，曾任中国人民解放军总政治部副主任兼中央军委纪委书记。

## 经历
1966年童世平从上海市控江中学毕业，随后加入中国人民解放军海军，在东海舰队服役，从事政治工作，逐渐升任东海舰队政治部宣传部部长。1985年，时任东海舰队政治部宣传部副部长的童世平作为132编队指挥组成员指挥合肥号导弹驱逐舰和丰仓号综合补给船出访巴基斯坦、斯里兰卡和孟加拉国，是中国人民解放军海军首次出国访问。
1986年进入海军总部，担任中国人民解放军海军政治部宣传部副部长；1994年任部长。随后至海军旅顺保障基地，任政治部主任、副政委。1998年晋升海军少将。
2000年12月任中国人民解放军海军福建基地政治委员，后升任南海舰队政治委员。2004年9月晋升海军中将。
2004年12月任海军政治部主任。2005年12月出任总政治部主任助理。
2007年9月出任中国人民解放军国防大学政治委员。2009年12月至2012年11月任中国人民解放军总政治部副主任兼中央军委纪委书记。
2010年7月19日晋升海军上将军衔。
中共第十七届中央委员，第十二届全国政协常务委员。